# Gentleman efter midnatt
Gentleman efter midnatt (eng. It's Love I'm After) är en amerikansk långfilm från 1937 i regi av Archie Mayo, med Leslie Howard, Bette Davis, Olivia de Havilland och Patric Knowles i rollerna.

## Handling
Basil Underwood (Leslie Howard) och Joyce Arden (Bette Davis) är en skådespelarduo kända för sina romantiska scener på scen och sitt heta temperament privat. De älskar varande djupt, men deras återkommande gräl under årens lopp har hindrat dem från att gifta sig.
Komiska förvecklingar inträffar när Henry Grant (Patric Knowles) försöker få Basil att minska de känslor som Grants fästmö, Marcia West (Olivia de Havilland), har för skådisen. Det hela ledar till att Basil skjuter på bröllopsplanerna och när hans beteende inte får Marcia på bättre tankar börjar han istället försöka tjäna privat på de känslor Marcia har för honom.

## Rollista
| Leslie Howard       | – Basil Underwood         |
| Bette Davis         | – Joyce Arden             |
| Olivia de Havilland | – Marcia West             |
| Patric Knowles      | – Henry Grant             |
| Eric Blore          | – Digges                  |
| George Barbier      | – William West            |
| Spring Byington     | – Aunt Ella               |
| Bonita Granville    | – Gracie Kane             |
| Georgia Caine       | – Mrs. Kane               |
| Veda Ann Borg       | – Elsie, a Maid           |
| E.E. Clive          | – First Butler            |
| Valerie Bergere     | – Madeleine, Joyce's Maid |
| Sarah Edwards       | – Mrs. Hinkle             |
| Thomas Pogue        | – Mr. Hinkle              |
| Grace Field         | – Mrs. Babson             |